# 縛リータ
『縛リータ』は、カワディMAXによる日本の成人漫画。隔月発行の『コミックMate L』（一水社）にて2018年に短期連載していた。

## あらすじ
主人公である女子小学生の藤宮麻美(ふじみやあさみ)は、放課後校庭で同級生2人と大縄跳びで遊んでいた。遊び終わり帰宅しようとしたところ、大縄跳びの後片付けを怠った為、校内を巡回していた教師に見付かり叱られてしまう。その教師に大縄跳びの片付けを促され、体育館倉庫に向かう。整理棚への片付け中にアクシデントが起きてしまい、棚から落ちてきた大縄跳びが偶然身体に絡まり股間に当たってしまい、何となく縄を股間を縄で擦る自慰行為に耽る。運悪く後片付けの確認に来た教師に目撃され弱みを握られてしまい、半ば強制的にも様々な体罰と性交を受け入れてしまった。休日も関係無く毎日教師に呼び出され、体育館倉庫や体育館で様々な体罰と性交を受け続ける。

## 舞台
藤宮麻美の通う小学校施設
同級生と遊ぶ校庭、教師から体罰を受ける体育館及び体育館倉庫。

## 登場人物
藤宮麻美
作品の主人公で、少々生意気な女の子。通称「藤宮」。小学校教師から体育館倉庫に毎日呼び出され、様々な体罰と性交を受け続ける。
藤宮麻美の同級生
氏名不詳。一緒に大縄跳びで遊んでいた女の子2人組。藤宮より先に帰宅した為、藤宮が毎日体罰と性交を受け続ける事実を知らない。
小学校教師
氏名不詳、中年男性。後に強姦の疑いで逮捕される。藤宮麻美の通う小学校の教師だが、担任では無い。校内巡回時に大縄跳びの後片付けについて注意をしたが、偶然の出来事から藤宮の自慰を目撃し、それを理由に藤宮麻美を毎日躊躇無く体罰と性交を実行する。
小学校職員
氏名不詳、中年女性2人組の小学校職員。偶然体育館倉庫にて、苛烈な体罰後に疲労困憊していた全裸の藤宮麻美を目撃し当局へ通報。容疑者である小学校教師の逮捕に尽力した。
制服の警察官
氏名不詳。女性職員の通報に依り、小学校に駆け付けた警察官2人組。小学校教師の体罰に因り、疲労困憊していた藤宮麻美を体育館倉庫から救出し、小学校教師を現行犯逮捕した。

## 書誌情報
- カワディMAX 『ちる奴隷ん』内収録 メディアックス〈MDコミック〉、既刊1巻（2018年12月20日発売）